# 葡萄节
葡萄节 （葡萄牙語：Festa da Uva）是巴西南部南里奥格兰德州南卡希亞斯意大利裔巴西人举办的一場活动，該活動每两年举行一次。 葡萄节于偶数年的二月举行。在葡萄节舉辦期间，游客可以品尝乾酪、葡萄和各种巴西葡萄酒。
节日舉辦的當晚，會有游行队伍在城市當中巡遊。節日期間會舉辦選美活動，人們會选出一位皇后和两位公主。1933年，人們選出葡萄節首位皇后。

## 历史
葡萄节始于1930年，起初是一个丰收节。巴西地处南半球，所以巴西的收割季节为二月或三月。 
1938年至1949年期間，由於經濟不景氣，葡萄节沒有舉辦，部分原因是受到第二次世界大战的影响，因為当时意大利是盟军的敌人，而该节日又旨在宣傳意大利文化。